# Mesosa albofasciata
Mesosa albofasciata là một loài bọ cánh cứng trong họ Cerambycidae.